# Олга Александровна
Олга Александровна (13 юни 1882 – 24 ноември 1960) е последната велика руска княгиня на Имперска Русия.
Тя е най-малката дъщеря на император Александър III и императрица Мария Фьодоровна. Олга е сестра на последния руски император Николай II.

## Биография
Родена на 13 юни 1882 в Петерхоф и отраснала в Гатчина, великата княгиня Олга Александрова е изключитело близка с брат си великия княз Михаил Александрович. Олга Александровна е талантлива художничка, оставила след себе си над 2000 произведения на изкуството.
След избухването на революцията от февруари 1917 г. великата княгиня Олга Александровна е интернирана заедно с майка си и други роднини в Крим, откъдето успяват да избягат през 1919 г. в Копенхаген, Дания. След смъртта на Мария Фьодоровна през 1928 великата княгиня и вторият ѝ съпруг, Николай Куликовски, се устяновяват във ферма близо до Копенхаген. През 1948 г. семейството емигрира в Канада, където се сдобива с кравеферма в градчето Камп′бървил край Онтарио. Няколко години по-късно те се преместват в Куксвил, близо до Торонто. Великата княгиня Олга Александровна умира в Торонто, Канада на 24 ноември 1960 г.

## Деца
Олга Александровна няма деца от първия си съпруг, великия княз Петър Александрович. Олга е женена за него в продължение на петнадесет години, от 1901 до 1916. Бракът им е разстрогнат, тъй като не е бил консумиран поради това, че Петър Александрович е хомосексуален.
През 1916 г. Олга Александровна се омъжва за полковник Николай Александрович Куликовски, от когото има 2 деца:
- Тихон Николаевич Куликовски-Романов
- Юри Николаевич Куликовски-Романов